# Успение Богородично (Ардамери)
Вижте пояснителната страница за други значения на Успение Богородично.
„Успение на Пресвета Богородица“ (на гръцки: Ι. Ν. Κοιμήσεως Θεοτόκου) е православна църква в село Ардамери, Халкидики, Гърция, енорийски храм на Йерисовската, Светогорска и Ардамерска епархия.

## История
Църквата е разположена на хълм в южната част на Ардамери. На халма е намерена статуя на богинята Кибела, а в подножието му – повредена гробница и римска керамика. Църквата е построена в XVIII век върху развалините на старохристиянски храм, който е бил катедра на Еркулската епископия. Унищожена в 1821 година, църквата е възстановена в 1836 година.

## Архитектура
В архитектурно отношение е трикорабна базилика с по-нов притвор на запад и също по-нова камбанария в югозападния ъгъл. Покривът на храма е двускатен, като първоначално е бил с каменни плочи, а днес е с керемиди. Дългите страни на храма и апситада са украсени със сводести слепи ниши. Апсидата е полукръгла с вентилационен отвор и отделен покрив и над нея има голям прозорец. В стените са вградени много антични и средновековни сполии. В северната част на двора има пет цели мраморни колони. Западният вход на храма е запазил старата си мраморна врата. Във вътрешността има антична мраморна колона и мраморни плочки от VI век. Колоните разделящи трите кораба също използват стари бази и капители. Централният кораб е покрит с полуцилиндричен свод с подсилени дъги, а страничните с полусферични слепи куполи. Две средновизантийски мраморни плочи са интегрирани в дървения иконостас. Забележителен е и епископският трон, в който има сполии от раннохристиянския период. Има останки от стенописи от края на XIX – началото на XX век. Празничните икони са от XVIII век, а според други сведения иконостасните икони са от втората половина на XIX век. Общо в храма са регистрирани 62 преносими икони и едни царски двери.
В 1983 година църквата е обявена за паметник на културата.